# Ульгурський Ярослав Олексійович
Ульгурський Ярослав Олексійович  (* 24 серпня 1936, с. Щеп'ятин, Томашівський повіт, Холмщина, тепер Польща) - український дизайнер інтер'єрів, живописець.
Доцент кафедри проєктування інтер'єрів ЛНАМ, приват-професор, Відмінник освіти України.

## Біографія
1955-1961 - навчався у Львівському інституті прикладного та декоративного мистецтва на кафедрі художньої обробки дерева (ХОД, тепер кафедра проєктування інтер'єрів) у викладачів Курилича М.В., Скобала І., Монастирського В., Севери І.В.. При вступі до інституту член приймальної комісії Іван Севера порадив йому подати документи на відділ ХОД за що Я.Ульгурський був дуже йому вдячний.
З 1961 викладає на кафедрі проєктування інтер'єрів ЛНАМ.
1967 - головний художник Фестивалю чехословацько-радянської дружби у Львові.
1973 - керівник виставки «Творчість радянських студентів у галузі архітектури та мистецтва у Братиславі».
1982 - лауреат премії Держбуду України за проєкт та оформлення інтер'єрів Будинку культури заводу ЛОРТА у Львові.
1989–2001 — завідував кафедрою проєктування інтер'єрів ЛНАМ.
1993 - отримав звання доцента кафедри ПІ ЛНАМ.
2001 - нагороджений знаком «Відмінник освіти України».

## Творчий шлях
Найважливіші твори:
- проєкт будинку й оформлення експозиції музею М.Д.Леонтовича (с. Марківка, Вінницька область, 1977)
- проєкти інтер'єрів Будинку культури заводу ЛОРТА у Львові та Будинку культури та спорту в смт Сахновщина Харківської області.
- До приїзду Папи Івана Павла ІІ до Львова (2001) виготовив проєкт 4 тронних крісел і 12 бенкеток для кардиналів.
- понад 60 робіт акварельного, олійного, темперного станкового живопису - портрети, краєвиди, натюрморти.
- проєкти музейних експозицій: музей Івана Франка у Львові, Історичний музей, Музею історії релігії та атеїзму, філіал музею Леніна (всі - Львів), Кременецький районний краєзнавчий музей.
- проєкти індивідуальних житлових будинків у Львові (вул. Втіха, 16; Копані, 2; Мучна, 7) та в Мостиськах.
- проєкти та виконання великих люстр для будинків культури у Львові та смт Сахновщина.
- монументальні панно в техніці сграфіто на фасаді Палацу спорту в Буську (Львівська обл.) розміром 8х12 метрів та на фасаді школи №4 в м. Нововолинськ — два панно розмірами 5х12 метрів;
- ікони митрополита А.Шептицького та священомученика Миколая (Чарнецького).

## Творчі роботи
Творчі роботи Я.Ульгурського зберігаються у приватних колекціях і громадських спорудах в Україні, Росії (Йошкар-Ола), Польщі (серія декоративних малюнків на дереві в м. Ополє — «Старий вітряк», 50х70, картон, полотно, темпера), Німеччині (серія портретів і натюрморти «Хризантеми» та «Соняшники», 115х115, картон, полотно, темпера), Італії (Ватикан; у будинку Рафаеля - «Старе дерево» із серії "Весна в Седневі", 50х70, картон, полотно, темпера), США (Нью-Йорк - «На Ворсклі», 30х40, папір, акварель; Нью-Джерсі - «Свідки минулого (вітряк)» - 50х70, картон, полотно, темпера), Австралії («Стара хата на Полтавщині», 30х40, папір, акварель).
Сенсом життя вважає: жити й творити для своєї нації на своїй рідній землі.